# Hoplitis bipartita
Hoplitis bipartita är en biart som först beskrevs av Heinrich Friese 1899.  Hoplitis bipartita ingår i släktet gnagbin, och familjen buksamlarbin. Inga underarter finns listade i Catalogue of Life.